# Hieracium sect. Lucida
La sezione  Hieracium sect. Lucida  Stace & P.D. Sell è una sezione di piante angiosperme dicotiledoni del genere Hieracium della famiglia delle Asteraceae.

## Etimologia
Il nome del genere deriva dalla parola greca hierax o hierakion (= sparviere, falco). Il nome del genere è stato dato inizialmente dal botanico francese Joseph Pitton de Tournefort (1656 - 1708) rifacendosi probabilmente ad alcuni scritti del naturalista romano Gaio Plinio Secondo (23 - 79) nei quali, secondo la tradizione, i rapaci si servivano di questa pianta per irrobustire la loro vista. Il nome della sezione (Lucida) indica che alcune parti delle piante (le foglie) si presentano lucide, trasparenti o brillanti.
Il nome scientifico della sezione è stato definito dai botanici Clive Anthony Stace (nato nel 1938) e Peter Derek Sell (1929–2013).

## Descrizione

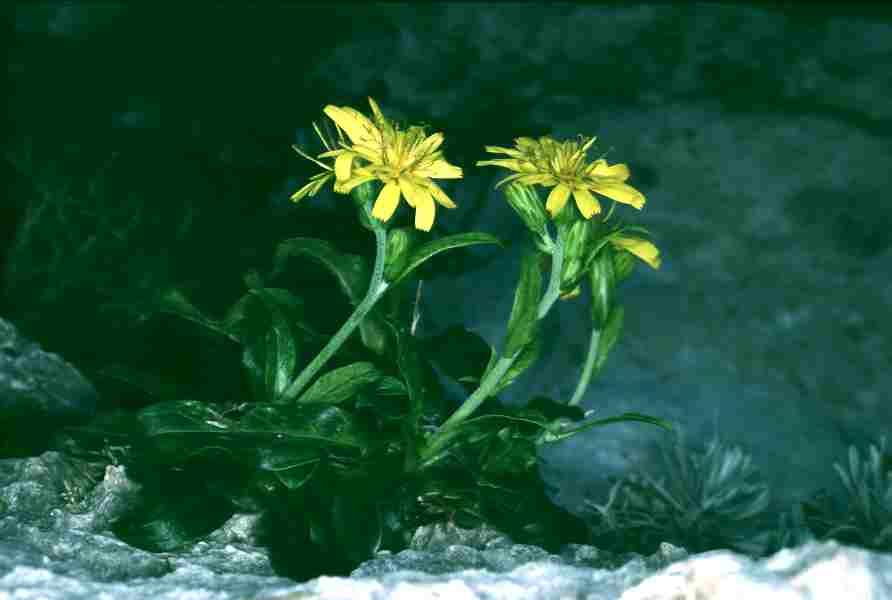
Il portamento
Hieracium lucidum

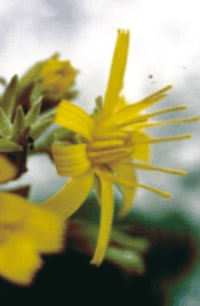
I fiori
Hieracium lucidum

Habitus. La forma biologica è camefita suffruticosa (Ch suffr), sono piante perenni e legnose alla base, con gemme svernanti poste ad un'altezza dal suolo tra i 2 ed i 30 cm (le porzioni erbacee seccano annualmente e rimangono in vita soltanto le parti legnose). Le specie di questo gruppo sono piante di tipo pseudofillopode. Queste piante sono anche provviste di lattice (i vasi latticiferi sono anastomizzati), ma sono prive di stoloni.
Radici. Le radici sono secondarie da rizoma.
Fusto. La parte aerea del fusto è eretta o ascendente con ramosità più o meno copiosa; quella basale è legnosa di colore verde-brunastro. La superficie può essere sia glabra che pelosa. Le piante di questa sezione possono raggiungere un'altezza massima di 15 – 25 cm. La parte sotterranea spesso è un fittone.
Foglie. Le foglie si dividono in basali e cauline disposte in modo alternato. La lamina è intera con forme da ellittiche a obovate. I bordi possono essere continui o variamente dentati (anche profondamente, ma raramente sono lobati). La superficie può essere glabra o variamente pubescente. La consistenza è coriacea e sono lucide sulla pagina superiore. Quelle basali sono provviste di picciolo. Le foglie cauline sono numerose (da 10 a 15); quelle inferiori alla fioritura sono spesso necrosate; quelle superiori sono in genere più o meno sessili e progressivamente ridotte e con lamine più strette. I piccioli sono seminascosti da una densa villosità sericea allungata di peli ghiandolari.
Infiorescenza. La sinflorescenza è del tipo racemoso-paniculato o lassamente paniculato con 4 - 6 rami e diversi capolini (4 - 8 capolini in tutto). L'acladio è di 1,5 - 3,5 cm. Le infiorescenze vere e proprie sono formate da un peduncolo, sotteso da 1 - 3 brattee fogliacee, che sorregge un involucro composto da diverse brattee (o squame) disposte su 2 serie in modo embricato, all'interno delle quali un ricettacolo fa da base ai fiori tutti ligulati. L'involucro ha delle forme emisferiche; è inoltre seminascosto da una densa villosità sericea allungata di peli ghiandolari. Le brattee si dividono in esterne e interne; quelle esterne (formano quasi un calice) sono da poche a una dozzina con forme da oblunghe a lanceolate o lineari; quelle interne possono arrivare a due dozzine ed hanno delle forme lineari-lanceolate con margini scariosi e apici ottusi. Il ricettacolo è nudo, ossia senza pagliette a protezione della base dei fiori, e alveolato (il margine degli alveoli è brevemente dentato). Dimensione dell'involucro: 12 – 15 mm.
Fiori. I fiori (da 6 a 150) sono tutti del tipo ligulato, tetra-ciclici (ossia sono presenti 4 verticilli: calice – corolla – androceo – gineceo) e pentameri (ogni verticillo ha 5 elementi). I fiori sono inoltre ermafroditi e zigomorfi. In alcuni casi i fiori femminili sono "stilosi".
- Formula fiorale:

*/x K {\displaystyle \infty }, [C (5), A (5)], G 2 (infero), achenio
- Calice: i sepali del calice sono ridotti ad una coroncina di squame.
- Corolla: le corolle sono formate da un tubo e da una ligula terminante con 5 denti; il colore è giallo. Le ligule sono lunghe oltre l'involucro e sono glabre.
- Androceo: gli stami sono 5 con filamenti liberi, mentre le antere sono saldate in un manicotto (o tubo) circondante lo stilo.[16] Le antere alla base sono acute. Il polline è tricolporato.[17]
- Gineceo: lo stilo è giallo-nerastro, è filiforme e peloso sul lato inferiore; gli stigmi dello stilo sono due divergenti. L'ovario è infero uniloculare formato da 2 carpelli. La superficie stigmatica è posizionata internamente (vicino alla base).[18]

Frutti. I frutti sono degli acheni con pappo. Gli acheni sono scuri (bruno-rossastri) a forma colonnare-obconica (o più o meno cilindrica) e sono ristretti alla base (e ingrossati all'apice), mentre la superficie (liscia o appena rugosa) è provvista di 8 - 10 coste che nella parte apicale confluiscono in un orlo anulare. Il pappo è formato 20 a 80 setole biancastre (o giallastre) semplici disposte su due serie (quelle interne sono più lunghe e più rigide, quelle esterne sono fragili). Dimensione degli acheni: 2,8 - 3,2 mm.

## Biologia
Antesi: la fioritura in genere è avanzata fino all'autunno.

Impollinazione: l'impollinazione avviene tramite insetti (impollinazione entomogama tramite farfalle diurne e notturne).

Riproduzione: la fecondazione avviene fondamentalmente tramite l'impollinazione dei fiori (vedi sopra).

Dispersione: i semi (gli acheni) cadendo a terra sono successivamente dispersi soprattutto da insetti tipo formiche (disseminazione mirmecoria). In questo tipo di piante avviene anche un altro tipo di dispersione: zoocoria. Infatti gli uncini delle brattee dell'involucro (se presenti) si agganciano ai peli degli animali di passaggio disperdendo così anche su lunghe distanze i semi della pianta.

## Distribuzione e habitat
La distribuzione è prevalentemente siciliana con habitat su rupi calcaree.

## Tassonomia
La famiglia di appartenenza di questa voce (Asteraceae o Compositae, nomen conservandum) probabilmente originaria del Sud America, è la più numerosa del mondo vegetale, comprende oltre 23.000 specie distribuite su 1.535 generi, oppure 22.750 specie e 1.530 generi secondo altre fonti (una delle checklist più aggiornata elenca fino a 1.679 generi). La famiglia attualmente (2021) è divisa in 16 sottofamiglie.

### Filogenesi
Il genere di questa voce appartiene alla sottotribù Hieraciinae della tribù Cichorieae (unica tribù della sottofamiglia Cichorioideae). In base ai dati filogenetici la sottofamiglia Cichorioideae è il terz'ultimo gruppo che si è separato dal nucleo delle Asteraceae (gli ultimi due sono Corymbioideae e Asteroideae). La sottotribù Hieraciinae fa parte del "quinto" clade della tribù; in questo clade è posizionata alla base ed è "sorella" al resto del gruppo comprendente, tra le altre, le sottotribù Microseridinae e Cichoriinae. Il genere  Hieracium (insieme al genere Pilosella) costituisce il nucleo principale della sottotribù Hieraciinae e formano (insieme ad altri generi minori) un "gruppo fratello" posizionato nel "core" delle Hieraciinae.
Il genere Hieracium è un genere estremamente polimorfo con maggioranza di specie apomittiche. Di questo genere sono descritte circa 1000 specie sessuali e oltre 3000 specie apomittiche, delle quali circa 250 e più sono presenti nella flora spontanea italiana.
I caratteri distintivi per il genere Hieracium sono:
- le piante non sono tutte vischiose;
- i fusti e le foglie hanno peli semplici o ghiandolari;
- i capolini sono numerosi;
- il colore dei fiori in genere è giallo carico;
- i rami dello stilo sono lunghi;
- le coste dell'achenio confluiscono in un anello;
- il pappo è formato da due serie di setole.

Le specie di questo genere, provviste di molte sottospecie, formano degli aggregati o sezioni con diverse specie incluse, altre sono considerati "intermediare" (o impropriamente ibridi in quanto queste specie essendo apomittiche non si incrociano e quindi non danno prole feconda) con altre specie. A causa di ciò si pongono dei problemi di sistematica quasi insolubili e per avere uno sguardo d'insieme su questa grande variabilità può essere necessario assumere un diverso concetto di specie. Qui in particolare viene seguita la suddivisione in sezioni del materiale botanico così come sono elencate nell'ultima versione della "Flora d'Italia".
La sezione XXXI  Lucida  è collegata alle specie della sezione Italica; entrambe hanno il baricentro distributivo nell'Europa meridionale e sud-orientale. I caratteri distintivi per le specie di questa sezione sono:
- le specie di questo gruppo sono piante di tipo pseudofillopode;
- le foglie cauline sono numerose (da 7 a 25; fino a 80); quelle inferiori alla fioritura sono spesso necrosate; la consistenza è coriacea e sono lucide sulla pagina superiore;
- i piccioli e gl'involucri sono seminascosti da una densa villosità sericea allungata di peli ghiandolari;
- i margini degli alveoli sono brevemente dentati;
- gli acheni hanno delle dimensioni tra 3 e 4,5 mm;
- la fioritura è avanzata fino all'autunno.

Il numero cromosomico delle specie della sezione è: 2n = 18. In questo gruppo sono presenti alcune delle pochissime specie diploidi e sessuate del genere Hieracium.

### Specie della flora italiana
Nella flora spontanea italiana, per la sezione di questa voce, sono presenti le seguenti specie (principali e secondarie o derivate):
Specie principale. Hieracium lucidum Guss., 1825 - Sparviere siciliano: l'altezza massima della pianta è di 15 – 25 cm (massimo 30 cm); il ciclo biologico è perenne; la forma biologica è camefita suffruticosa (Ch suffr); il tipo corologico è Endemico; l'habitat tipico sono le rupi (su calcare); in Italia è una specie molto rara e si trova solamente in Sicilia fino ad una quota compresa tra 100 e 450 m s.l.m..
Specie secondarie collegate a Hieracium lucidum:
| Specie | Caratteri                                              | Habitat          | Distribuzione italiana | Numero cromosomico |
| --- | ------------------------------------------------------ | ---------------- | ---------------------- | ------------------ |
| Hieracium cophanense Lojac., 1903(per alcune checklist si tratta di un sinonimo della specie principale[25]) | Tra la specie H. lucidum e la specie H. symphytifolium | Rupi             | Trapani - Molto rara   | 2n=18              |
| Hieracium symphytifolium Froel., 1838[26]                                                                    | Tra la specie H. lucidum e la specie H. racemosum      | Faggete con rupi | Madonie - Molto rara   | 2n=36              |